# Наливні естакади
Наливні естакади — залізничною нафтовою естакадою умовно називається сукупність споруд, за допомогою яких здійснюється наливання нафтопродуктів або сирої нафти з нафтосховищ у залізничні цистерни.

## Загальний опис
Як правило, наливна естакада складається з таких основних елементів:

Рис. 1. Наливна естакада галерейного типу: А — галерея; 1 — основний колектор; 2 — зачисний колектор; 3 — засувка; 4 — поворотний сальник; 5 — хобот колонки; 6 — відтяжка; 7 — шланг; 8 — відкидний місток; 9 — стяжний хомут; 10 — труба колонки

1) естакади із залізничними коліями для подачі та стоянки цистерн;
2) наливної насосної з парокотельнею;
3) резервуарів-нафтосховищ.
Процес наливання продукції в залізничні вагони-цистерни пов'язаний з виконанням у певній послідовності багатьох операцій з підготовки цистерн до наливання, пуску насосів, відкриття запірної арматури і контролю процесу наповнення. Після заповнення цистерни запірна арматура закривається, вимірюється кількість налитого продукту, відбираються проби, закриваються і пломбуються люки.
При наливанні лише світлих чи малов'язких темних нафтопродуктів потреба в парокотельні відпадає.
Резервуари-нафтосховища зазвичай входять до складу нафтобазового, нафтозаводського або нафтопромислового резервуарного парку, біля котрого розташована естакада.
За способом обслуговування під час наливання наливні естакади поділяються на естакади з нижнім і верхнім управлінням. Естакади з нижнім управлінням недосконалі й незручні в обслуговуванні. Необхідність заправки шлангів та контролю за рівнем нафтопродукту в цистернах вимагає присутності обслуговчого персоналу на верху цистерн, у той же час регулювання наливу стояковими засувками на цих естакадах відбувається знизу. Тому естакади з нижнім управлінням, як правило, є тимчасовими спорудами, які будують за необхідності терміново організувати налив. В інших випадках користуються естакадами з верхнім управлінням.
Основними елементами естакад для наливання і зливання нафтопродуктів є наливні стояки, котрі встановлюються з одного або з обох боків залізничних колій на відстані від 4 до 12 м, що забезпечує одночасне обслуговування всіх цистерн, поданих на естакаду. Стояки об'єднуються між собою колекторами з відповідною арматурою для їх підключення і відключення у міру наповнення цистерн. На верхньому кінці стояка закріплюють шланг, який під час наливання через люк заводять усередину цистерни. Подача продукції в колектори естакади, як правило, здійснюється насосами.
Наливний колектор з'єднують підвідним трубопроводом з наливною насосною чи безпосередньо з резервуарами-нафтосховищами.
Відстань між кінцевими стояками називається фронтом наливу. Цією відстанню визначається максимальна кількість цистерн, котру можна наливати на естакаді одночасно.
За фронтом наливу естакади бувають різних розмірів: на повний маршрут, тобто на повний склад цистерн, на половину маршруту, на кілька цистерн. За кількістю залізничних колій і розташуванням відносно них стояків бувають одно- та двосторонні естакади. Одностороння естакада має один шлях і ряд стояків, розташованих з одного його боку. Двостороння естакада має два шляхи й ряд стояків між ними.
На рис. 1. зображена двостороння естакада галерейного типу. Головною відмінною рисою її є галерея А, що йде вздовж усього фронту наливу. По галереї наливальники легко пересуваються від однієї цистерни до іншої на зручній висоті для заправки шлангів у цистерни і спостереження за ходом їх наливання.
Маховики засувок виведені на галерею, що полегшує відкриття і закриття засувок. Галерея являє собою поміст, установлений на стійках. Поміст має огорожу й відкидний місток 8 для полегшення підходу до ковпаків цистерн. Містки кріпляться до галереї на шарнірах і збалансовані вантажами, що полегшує їх спуск та підйом. Наливні естакади мають каналізацію, котра відводить у нафтовловлювач продукт, який випадково або внаслідок пошкодження цистерн розливається при наливанні. Обов'язковими атрибутами нафтоналивної естакади є протипожежний водопровід та освітлення, що відповідають вимогам пожежної безпеки.